# Vuelo 7081 de Hemus Air
El vuelo 7081 de Hemus Air se trata del secuestro de un Tupolev Tu-154 operado por Hemus Air el 3 de septiembre de 1996. El incidente tuvo lugar cuando el avión se encontraba en ruta entre el aeropuerto internacional de Beirut en el Líbano y el aeropuerto de Varna en Bulgaria. El secuestrado, el palestino Hazem Salah Abdallah, un defensor del Frente Popular de Liberación de Palestina (PFLP), afirmó falsamente que tenía explosivos a bordo. El avión aterrizó en Varna a las 15:15 UTC+2, donde el secuestrador intercambió a los otros 149 pasajeros por combustible. El avión continuó hasta Noruega con ocho tripulantes y aterrizó en el aeropuerto de Oslo Gardermoen a las 20:04 UTC+1. Abdullah demandó asilo en Noruega y rápidamente se rindió. Nadie resultó herido en el incidente. Durante el juicio, Abdullah afirmó que estaba mentalmente enfermo, pero fue sentenciado a cuatro años de prisión. Después del juicio afirmó que solo cumplía órdenes del PFLP de estrellar el avión en Oslo. Fue enviado de vuelta al Líbano una vez que hubo completado su condena, en agosto de 1999.

## Secuestro
El vuelo 7081 fue una operación chárter entre el aeropuerto internacional de Beirut en el Líbano y el aeropuerto de Varna en Bulgaria. El Tupolev Tu-154 que lo realizaba se encontraba arrendado a Balkan Bulgarian Airlines para Hemus Air; a bordo había ciento cincuenta pasajeros y ocho tripulantes. Abdullah de veintidós años de edad embarcó en este vuelo en Beirut sin facturar equipaje. Esto despertó las sospechas de la seguridad del aeropuerto, que le preguntaron por qué viajaba en un vuelo chárter de ocio sin equipaje, pero respondió que él siempre viajaba ligero. Los pasajeros lo describieron como tímido y nervioso y que no dijo nada mientras estaba a bordo. El secuestrador se dirigió con calma al baño donde montó una bomba falsa compuesta de una caja cilíndrica de chocolate, papel de plata, cinta negra, un interruptor y pequeños trozos de cable.
A las 15:15 Hora de Europa Oriental (UTC+2), el secuestrador se dirigió a la parte delantera del avión y obligó a que le dejasen entrar en la cabina de mandos afirmando que tenía explosivos en su bolsillo izquierdo y reclamando que el avión continuase de Varna a Oslo. El avión aterrizó a las 14:32 en el aeropuerto de Varna y después de que el secuestrador amenazase con detonar su bomba aceptó el intercambio de los pasajeros por combustible.  El avión despegó de Varna con la tripulación y el secuestrador a las 18:02, aterrizando en el aeropuerto de Oslo Gardermoen a las 20:04 Hora de Europa Central (UTC+1) y fue dirigido a una zona aislada al norte del aeropuerto. La operación policial fue liderada por el jefe de policía de la Policía del Distrito de Romerike, Asbjørn Gran, con la presencia de tres representantes de la embajada búlgara. Las negociaciones con la policía fueron avanzando correctamente, y las demandas de Abdullah fueron que se le garantizase un abogado para su defensa y asilo. Mientras el avión estaba rodeado por la Unidad de Respuesta en Emergencia el secuestrador abandonó el avión con su brazos levantados a las 20:47. La policía posteriormente encontró un dispositivo que se asemejaba a una bomba, pero que carecía de explosivos.

## Consecuencias
Jan Schjatvet fue designado como el abogado para la defensa del secuestrador; quien también había trabajado en la defensa de dos secuestros aéreos previos desde 1993. El secuestrador fue trasladado a la comisaría de policía de Lillestrøm donde fue interrogado. Gran afirmó que fue "extraño" que las autoridades búlgaras hubiesen permitido que el vuelo continuase hasta Noruega en lugar de resolver el problema en Bulgaria, teniendo en cuenta que tanto el avión como la tripulación fueron búlgaros. Pronto se estableció que la única motivación del secuestrador fue la de solicitar asilo en Noruega y que carecía de motivaciones políticas. Abdullah afirmó que había sido obligado a reclutarse en un grupo guerrillero libanés y que abandonar dicho grupo supondría que pusieran precio a su cabeza. Descubrió que los libaneses podían solicitar un visado para viajar a Bulgaria, pero no quería dirigirse a este país debido a la mafia y el crimen presente en el país. Por ello optó por elegir Noruega debido a su participación en las conversaciones de paz entre israelíes y palestinos. Inicialmente fue mantenido en custodia durante ocho semanas.
Fue el cuarto secuestro aéreo que tuvo lugar en Noruega, el tercero en tres años y el segundo en el que un avión extranjero fue conducido a Noruega para solicitar asilo. El Vuelo 3100 de Aeroflot de 1993 había supuesto que los tres secuestradores iraníes fuesen extraditados desde Noruega. La Asociación de Pilotos de Aerolínea de Noruega afirmó que Noruega se había convertido en el "destino número uno de los secuestradores en Europa" y demandó que las autoridades cambiasen las políticas relativas a los secuestradores. Específicamente querían que Noruega introdujeses las mismas políticas que Suecia, donde los secuestradores fueron enviados a sus países de origen en el primer vuelo que hubiese disponible. El responsable de seguridad, Kjell Erik Heibek, describió la posibilidad de que el secuestrador recibiese asilo como una "locura". La Administración de Aviación Civil decidió diseñar un plan para designar una zona en Gardermoen que pudiese ser utilizado por aeronaves secuestradas. En enero de 1997, el partido progresista propuso que a los secuestradores les fuese prohibido recibir asilo, pero ningún otro partido del parlamento apoyó esta moción. Debido a la experiencia acumulada de Noruega con los secuestros, se llevó a cabo un ejercicio por parte de los países nórdicos en el aeropuerto de Torp Sandefjord en septiembre de 1997.
Abdallah fue trasladado para observación al hospital de Dikemark, sin que los psiquiatras que acudieron al juicio hubiesen detectado ninguna clase de enfermedad mental en el momento del secuestro. Se observó no obstante que tenía una psicosis en ocasiones. El juicio fue llevado a cabo por la corte de distrito de Eidsvoll y dio comienzo el 16 de septiembre. La máxima pena por secuestro en Noruega fue de 21 años, pero el abogado de la defensa argumentó que su defendido presentaba un problema mental y esto había conducido al suceso. Las autoridades búlgaras no estuvieron muy interesadas en seguir el caso; por lo que los procedimientos del juicio no fueron seguidos por ningún representante búlgaro y los cuatro tripulantes citados como testigos no se presentaron.
El acusado llegó al juzgado en ropa interior, chanclas y con una corona. Aunque admitió haber secuestrado el avión, negó ninguna intención criminal ya que estaba sometido a poderes malignos. Efectuó su declaración en árabe con un intérprete. Afirmó que había sido obligado a entrar en el Frente Popular de Liberación de Palestina, donde le habían lavado el cerebro. Había visto morir a un amigo, tras lo que comenzó a oír voces. Tanto Dios como el diablo habían hablado con él en algún momento, habiendo oído también los gritos de la muerte. Antes de salir se había tomado cuatro cervezas y había inspeccionado el aeropuerto en ocho ocasiones.
El juzgado había encontrado a Abdullah culpable sin haber encontrado ningún atenuante y fue sentenciado a cuatro años de prisión. El juzgado apuntó a que el secuestro había sido bien preparado y diseñado y que el secuestrado había mantenido el control en una situación de estrés. El Ministerio de Justicia decidió el 28 de abril de 1999 devolverle al Líbano, pero esto no fue posible hasta el 12 de julio, cuando fue excarcelado. Entonces fue mantenido en custodia hasta que puso ser enviado. Fue enviado al Líbano en agosto, escoltado por oficiales de policía. En la terminal del aeropuerto internacional de Viena intentó fugarse, pero fue rápidamente detenido por policías noruegos y austriacos. Esto causó que la aerolínea le denegase el embarque en el avión y se tuviese que arrendar un avión independiente para llevarlo. Fue inmediatamente detenido por la policía libanesa a su llegada. En diciembre de 1997 Abdullah afirmó que él había diseñado el plan y que actuaba bajo las órdenes del PFLP para estrellar el avión en Oslo como protesta contra los Acuerdos de Oslo y los apoyos al proceso de paz. Mantuvo que había abandonado el plan porque "no fue un terrorista".